# Cupa Ligii 2000
Cupa Ligii 2000 este o competiție de fotbal din România ce a debutat pe 28 mai 2000 și s-a încheiat pe 1 iunie 2000, finala având loc pe Stadionul Cotroceni din București. Aceasta a fost a doua ediție a Cupei Ligii. Câștigătoarea trofeului nu a avut un loc asigurat în Cupa UEFA. 

## Echipe participante
| Echipe participante | Echipe participante |
| #                   | Nume echipă         |
| ------------------- | ------------------- |
| 1                   | Rapid București     |
| 2                   | Gloria Bistrița     |
| 3                   | FCM Bacău           |
| 4                   | Petrolul Ploiești   |

## Competiție

### Semifinale
| Rapid București | 0–1 | FCM Bacău |
| --------------- | --- | --------- |
|                 |     |           |

| Gloria Bistrița | 2–1 (d.p.) | Petrolul Ploiești |
| --------------- | ---------- | ----------------- |
|                 |            |                   |

### Finala
| Gloria Bistrița                  | 2–2 (d.p.) | FCM Bacău            |
| -------------------------------- | ---------- | -------------------- |
| Coroian 32' Gh. Pitu 81' (pen.)  | Raport     | Axinte 22' Bolfa 75' |
| Raileanu · Sânmărtean · Zahariuc | 3-1        | Pavel                |

| Loc | Echipă            |
| --- | ----------------- |
|     | Gloria Bistrița   |
|     | FCM Bacău         |
|     | Petrolul Ploiești |
| 4   | Rapid București   |